# Sardigliano
Sardigliano est une commune italienne de la province d'Alexandrie, dans la région Piémont.

## Administration
| Période                                  | Période | Identité | Étiquette | Qualité |
| ---------------------------------------- | ------- | -------- | --------- | ------- |
|                                          |         |          |           |         |
| Les données manquantes sont à compléter. |         |          |           |         |

### Hameaux
Malvino, Cuquello, Bavantore, Bavantorino, Sant'Antonio

### Communes limitrophes
Borghetto di Borbera, Cassano Spinola, Castellania, Garbagna, Gavazzana, Sant'Agata Fossili, Stazzano